# Jàbir ibn Àflah
|  | No s'ha de confondre amb Jàbir ibn Hayyan. |

Abu-Muhàmmad Jàbir inb Àflah al-Ixbilí (àrab: أبو محمد جابر بن أفلح الإشبيلي, Abū Muḥammad Jābir ibn Aflaḥ al-Ixbilí), més conegut senzillament com Jàbir ibn Àflah (Sevilla, c. 1100-c. 1160), va ser un astrònom i matemàtic de Sevilla, del segle xii. La seva obra, Islah al-Majistí (‘Correcció de l'Almagest’) va influenciar els astrònoms islàmics, hebreus i cristians. Va ser conegut a l'occident llatí com Geber o Giber.
La seva obra és un comentari i un re-càlcul de l'Almagest de Ptolemeu i representa la primera crítica d'aquest tractat procedent de l'Occident Islàmic. Critica particularment la seva base matemàtica. Per exemple, substitueix sistemàticament totes les utilitzacions del Teorema de Menelau per altres teoremes basats en la trigonometria esfèrica, en un esforç per millorar la precisió matemàtica de l'obra. Aquests teoremes havien estat demostrats per matemàtics andalusins com al-Buzajaní o al-Jayyaní en el segle xi. Això no obstant, Jàbir no els menciona en la seva obra.

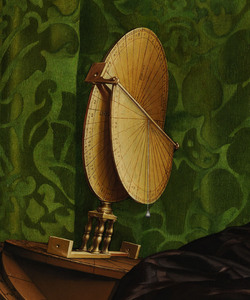
El torquetum inventat per Jàbir ibn Àflah, tal com apareix en la pintura «Els ambaixadors» de Hans Holbein el Jove (1533).

Va inventar un instrument astronòmic anomenat torquetum, un aparell mecànic per a convertir coordenades equatorials, eclipticals i horitzontals entre si.
L'obra va ser traduïda al llatí per Gerard de Cremona, que va llatinitzar el seu nom com Geber, i va tenir força influència entre els matemàtics i astrònoms medievals europeus.

## Referències

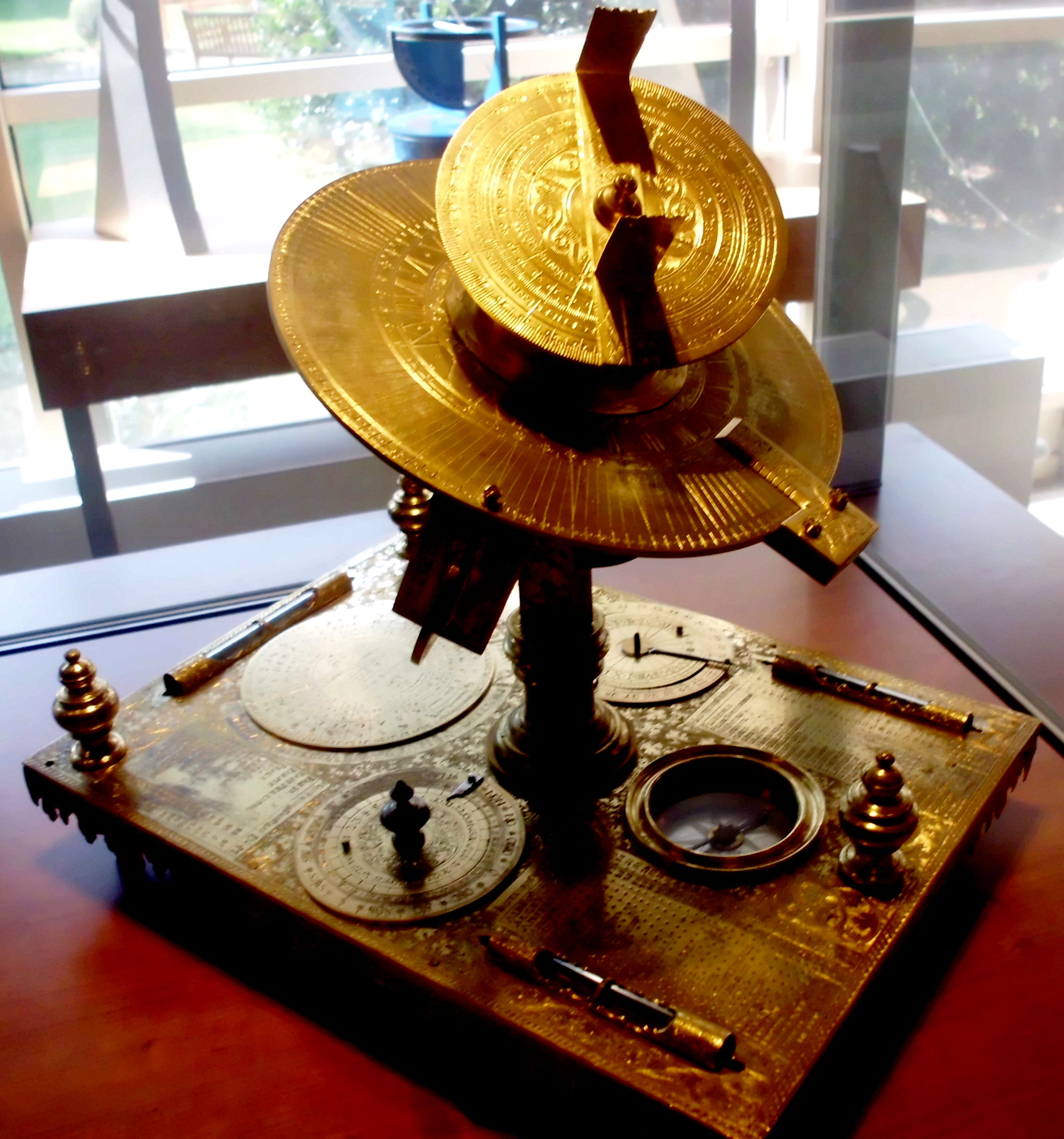
Torquetum francès del.